# Wutubus annularis
Wutubus annularis (лат.) — вид вымерших эукариот эдиакарской биоты, единственный в роде Wutubus. Ископаемые остатки найдены в породах формации Денгинг возрастом 551—541 млн лет (Южный Китай).
Учёным не удалось однозначно отнести организм с какому-либо биологическому царству: окаменелости в виде сегментированных трубок длиной до 180 мм и шириной 3—32 мм с узким коническим концом могут быть оставлены и морскими перьями, и водорослями.

## Этимология
Название рода происходит от местности вблизи деревни Вухе (река Ву) и от лат. tubus (трубка). Видовой эпитет annularis («кольцевой», «кольчатый») указывает на поперечные кольца на трубке.

## Описание
Ископаемые остатки достигают 20—180 мм в длину и 3—32 мм в ширину. Апекс был около 5 мм в длину и 2 мм в ширину. Кольца могут быть 0,5—4,5 мм в толщину. 
Кольцевидная конотубулярная окаменелость, прямая или слегка изогнутая, состоящая из конической вершины и слегка расширяющейся, но более или менее цилиндрической трубы. Верхушка более или менее гладкая, но трубка орнаментирована плотно расположенными поперечными кольцами толщиной в миллиметры, иногда утолщающимися в направлении от апекса.

## История изучения
Вид и род описаны палеонтологами Чжэ Ченом, Чуанминогом Чжоу, Чжухаем Ксяо, Ченггуо Гуанем, Гонгом Хуа и Хунлаем Юанем в 2014 году по окаменелостям из известняка, образовавшегося на дне сублиторали эдиакарского моря. Голотип NIGP159080 хранится в Нанкинском Институте геологии и палеонтологии.